# Penetranza incompleta
La penetranza incompleta è un caso limite dell'espressività variabile, in cui, anche a causa di fattori esterni, in una generazione di individui eterozigoti, alcuni manifestano il fenotipo recessivo, in quanto l'allele dominante non è abbastanza "forte" da poter mascherare l'omologo. È il caso, ad esempio, di alcune patologie genetiche che non insorgono negli individui eterozigoti i quali dovrebbero essere fenotipicamente malati.